# August Ungerer

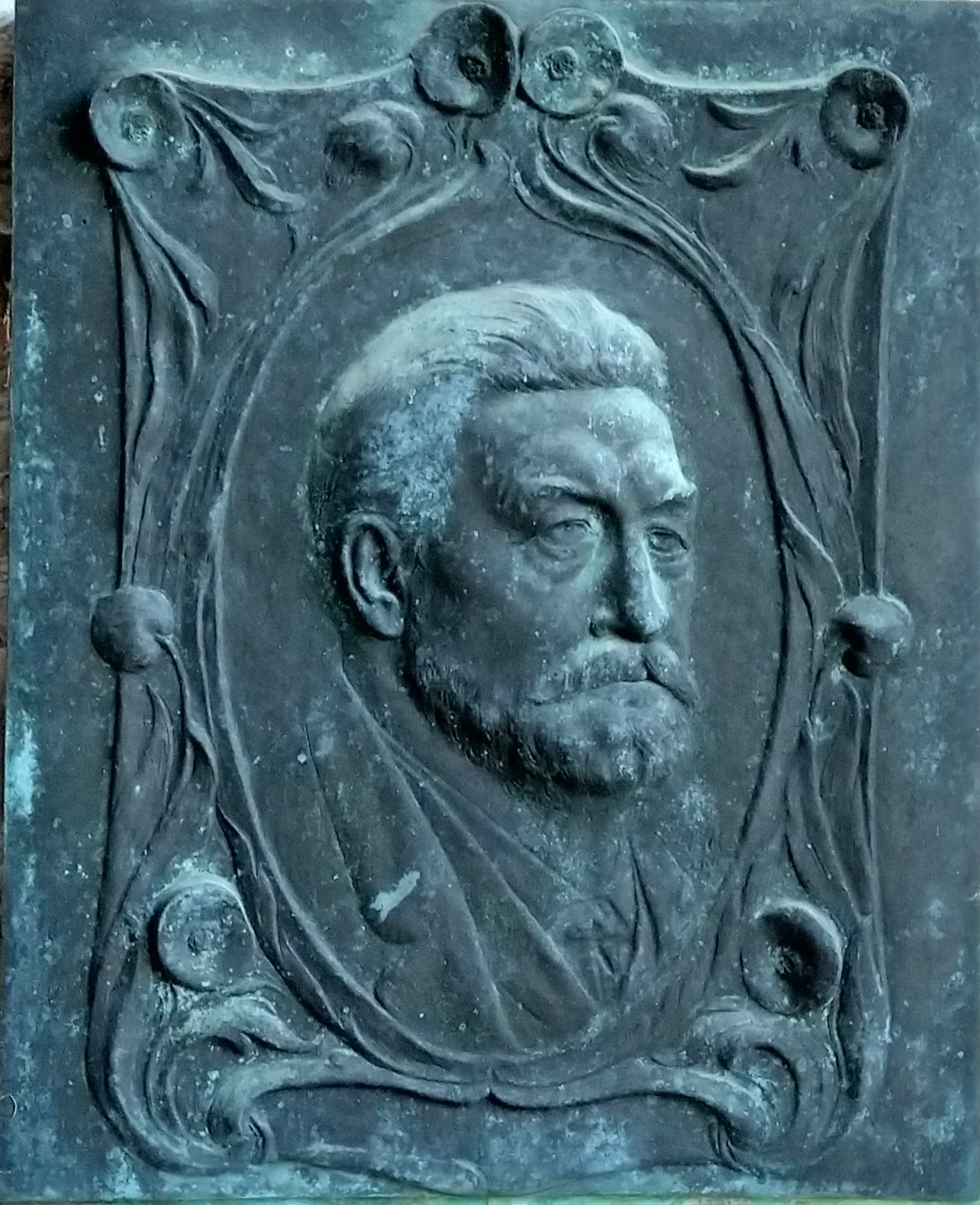
Brustbild August Ungerers an seinem Grabmal am Münchner Nordfriedhof

August Ungerer jun. (* 31. Juli 1860 in München; † 10. August 1921 ebd.) war ein deutscher Ingenieur und Erfinder.
Ungerer ist Namensgeber der Münchner Ungererstraße.
Ungerer entwickelte die Ungererbahn, die erste elektrifizierte Straßenbahn Süddeutschlands, und ist darüber hinaus auch der Urheber des Ungererbads, wofür er auch jeweiliger Namensgeber ist.

## Biographie

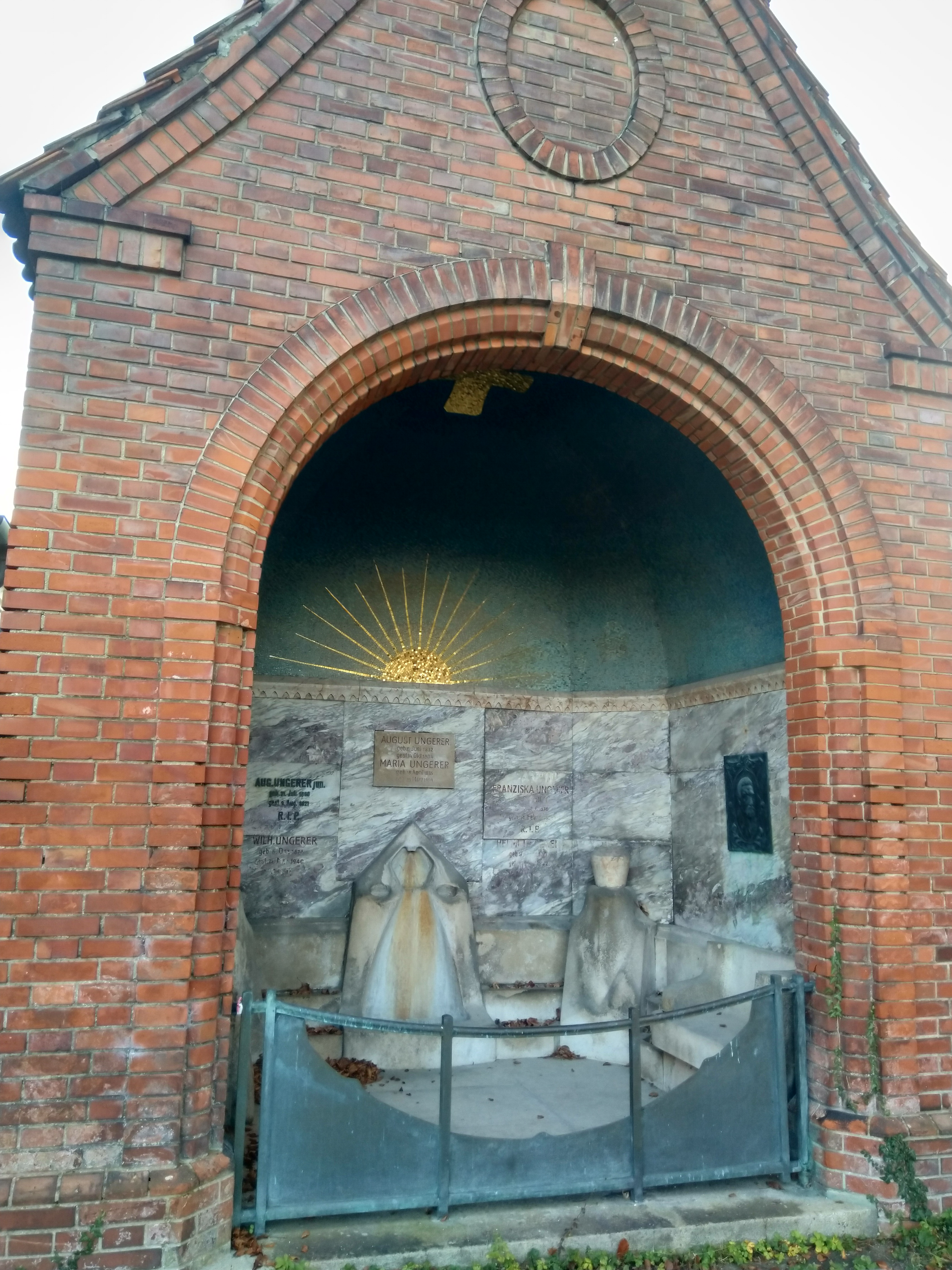
Grabmal am Münchner Nordfriedhof

Ungerers Eltern waren den Inschriften seines in Teilen nicht mehr lesbaren Grabmals am Münchner Nordfriedhof zufolge August Ungerer sen. (* 6. Juni 1832; † 14. Oktober 1904) und die Wirtstochter Maria Ungerer (geborene Bauer; * 18. April 1835; † 19. März 1869) aus Herrsching. Sie waren seit dem 27. Oktober 1857 verheiratet.
An den Innenwänden sind zwei Brustbilder angebracht, von denen eines nach Angaben der Stadt München August Ungerer jun. abbildet. Im Jahr 1884 wurde die Ungererstraße nach dem zu diesem Zeitpunkt noch jungen August Ungerer benannt.
August Ungerer sen. betrieb ein Café in der Leopoldstraße. Schon dessen Vater war Café-Betreiber in München gewesen. Ungerer jun. „erbte“ vor 1886 von seinem Vater „ausgedehnte Grundstücke“ im Norden Schwabings.  Westlich der Ungererstraße hatte der damalige Grundstücksbesitzer, der Deutschamerikaner Johann Baptist Correvont, um 1850 „die älteste Badehütte“ Münchens erbaut. Ungerer jun. baute vor 1886 an jenem Standort „eine romantische Badelandschaft mit Wiesen, Hügeln, Wäldern und Teichen an“, dazu ein Café. Zwischenzeitlich (vor dem Namen Ungererbad) hieß das Bad Schullerbad. Auch Würmbad ist als Name des damals aus der Würm über den Biedersteiner Kanal gespeisten Bads überliefert. „In jungen Jahren“ bzw. im Jahr 1911 schenkte er es der Stadt München.
Im Jahr 1886 erweiterte Ungerer die schon auf Schienen fahrende, aber mit Pferden betriebene, nur bis zum Feilitzschplatz reichende Straßenbahn um weitere 750 Meter, die er mit einem „Triebwagen mit offenem Beiwagen“ überbrückte. Sigmund Schuckerts Firma „Nürnberger Elektrizitäts AG“ stellte die Elektrizität bereit. Die Technik scheint aber der Nachfrage nicht vollumfänglich gewachsen gewesen zu sein. Im Jahr 1895 wurde Ungerers elektrische Straßenbahn eingestellt und durch die Pferdebahn ersetzt. Bis ins Jahr 1917 fuhr die Tram „in der ganzen Stadt“ allerdings bereits elektrisch.
Ungerer starb am 10. August 1921. Sein Grab am Nordfriedhof ist als städtisches Ehrengrab deklariert.

## Trivia
Der Bayerische Kurier des 8. Februars 1879 berichtete von einer Klage des Textilunternehmers Johann Georg Frey gegen Ungerer wegen Beleidigung, in deren Folge Ungerer am 2. Januar 1879 zu einer Geldstrafe von 50 Mark oder alternativ 5 Tagen Gefängnis verurteilt worden war.
Das Königlich-bayerische Kreis-Amtsblatt von Oberbayern des Jahres 1858 berichtete von einer Anerkennung im Namen des bayerischen Königs derjenigen zwei Personen, die August Ungerer sen., seine zukünftige Frau Maria Bauer und zwei weitere Personen am 15. Juli 1857 vor dem Ertrinken im Ammersee gerettet hatten.